# مارسلو سیرلی
مارسلو سیرلی (انگلیسی: Marcelo Cirelli؛ زادهٔ ۲ آوریل ۱۹۸۴) بازیکن فوتبال اهل آرژانتین است.
از باشگاه‌هایی که در آن بازی کرده است می‌توان به باشگاه فوتبال جوهر دارالتعظیم اشاره کرد.